# 離狐郡
離狐郡，中国东汉末年曹操设置的郡。
汉朝初年置离狐县，属于济阴郡，治今山东省菏泽市牡丹区李村镇，东汉末年，汉献帝建安元年（196年）之后，设置離狐郡。曹操任命李典为离狐太守。不久，废除離狐郡，离狐县地入济阴郡。